# Sekundærrute 417
Sekundærrute 417 er en fortsættelse af Sekundærrute 449. Ruten udgår fra den lille by Foldingbro i Vejen Kommune. Ruten er 50 kilometer lang og passerer byerne Brørup, Bække, Egtved, og Ødsted, hvorefter den ender i Vejle og fortsætter som Sekundærrute 442.